# إدموند جونز
إدموند جونز (بالإنجليزية: Edmund Jones )‏ (و. 1918 – 2019م) هو سياسي، من الولايات المتحدة الأمريكية، ولد في تشيستر، هو عضوٌ في الحزب الجمهوري.

## مناصب
تولى منصب عضو مجلس نواب بنسلفانيا.

## التعليم
تعلم في كلية الحقوق في جامعة بنسيلفانيا ‏.